# Família Tokudaiji
O Tokudaiji (徳大寺, Tokudaiji) foi um ramo do clã Fujiwara fundado por Tokudaiji Saneyoshi que se originou do Ramo Kanin.

## Lista dos Líderes do Ramo
1. Tokudaiji Saneyoshi - (1096-1157), Sadaijin
2. Tokudaiji Kinyoshi - (1115-1161), Udaijin
3. Tokudaiji Sanesada - (1139-1191), Sadaijin
4. Tokudaiji Kintsugu - (1175-1227), Sadaijin
5. Tokudaiji Sanemoto - (1194-1265), Daijō Daijin
6. Tokudaiji Kimitaka - (1253-1305), Daijō Daijin
7. Tokudaiji Sanetaka - (1293-1322), Chūnagon
8. Tokudaiji Kimikiyo - (1312-1360), Naidaijin
9. Tokudaiji Sanetoki - (1338-1404), Daijō Daijin